# Controversia sobre la elaboración del foie gras
La controversia sobre la elaboración del foie gras parte de la explotación gastronómica y comercial de la capacidad de aves como el pato o la oca para acumular, en verano, grasa en el hígado para aprovecharla en sus vuelos migratorios de otoño y primavera, lo que implica inducir una enfermedad hepática en el ave, en concreto esteatosis hepática. Tras el sacrificio del animal y la extracción del hígado, el mismo es presentado como foie gras en distintos formatos.

## Proceso

### Cría
Las aves llegan a las granjas a las 24 horas de haber nacido. Se instalan en naves climatizadas, con una temperatura de 25 °C, existiendo zonas más cálidas a 37 °C, el número de crías suele ser de 6 a 7 por metro cuadrado. A las tres semanas, cuando disponen de plumas por encima del plumón, se les permite salir y entrar a voluntad de la nave al aire libre. Dispone de alimento (un pienso de cereales) y agua en abundancia (ad libitum) en todo momento evitando su sobrealimentación que favorecería depósitos adiposos fuera del hígado.
Este período dura entre 8 semanas.

### Preembuchado
Educación del comportamiento alimentario del ave, estimulación del buen funcionamiento del hígado y preparación de los hepatocitos para la sobrecarga lípida que implicará el buen desarrollo del hígado, el animal también incrementa el tamaño del buche. A las 8 o 9 semanas se modifica el sistema de alimentación, existiendo dos opciones[cita requerida]: 
- a) se les da acceso a una gran cantidad de comida durante una hora o dos al día

- b) se les entrega una menor cantidad de comida que durante el consumo ad libitum

Los patos y ocas son glotones por naturaleza y comen libremente gran cantidad de alimentos selectos poco energéticos evitando un engorde excesivo del animal. Durante esta etapa, el hígado pasa de 65 a 90-100 g. En esta fase el animal continúa en libertad, por lo cual se puede seguir alimentado de pequeños insectos o animalillos que este encuentre.

### Embuchado

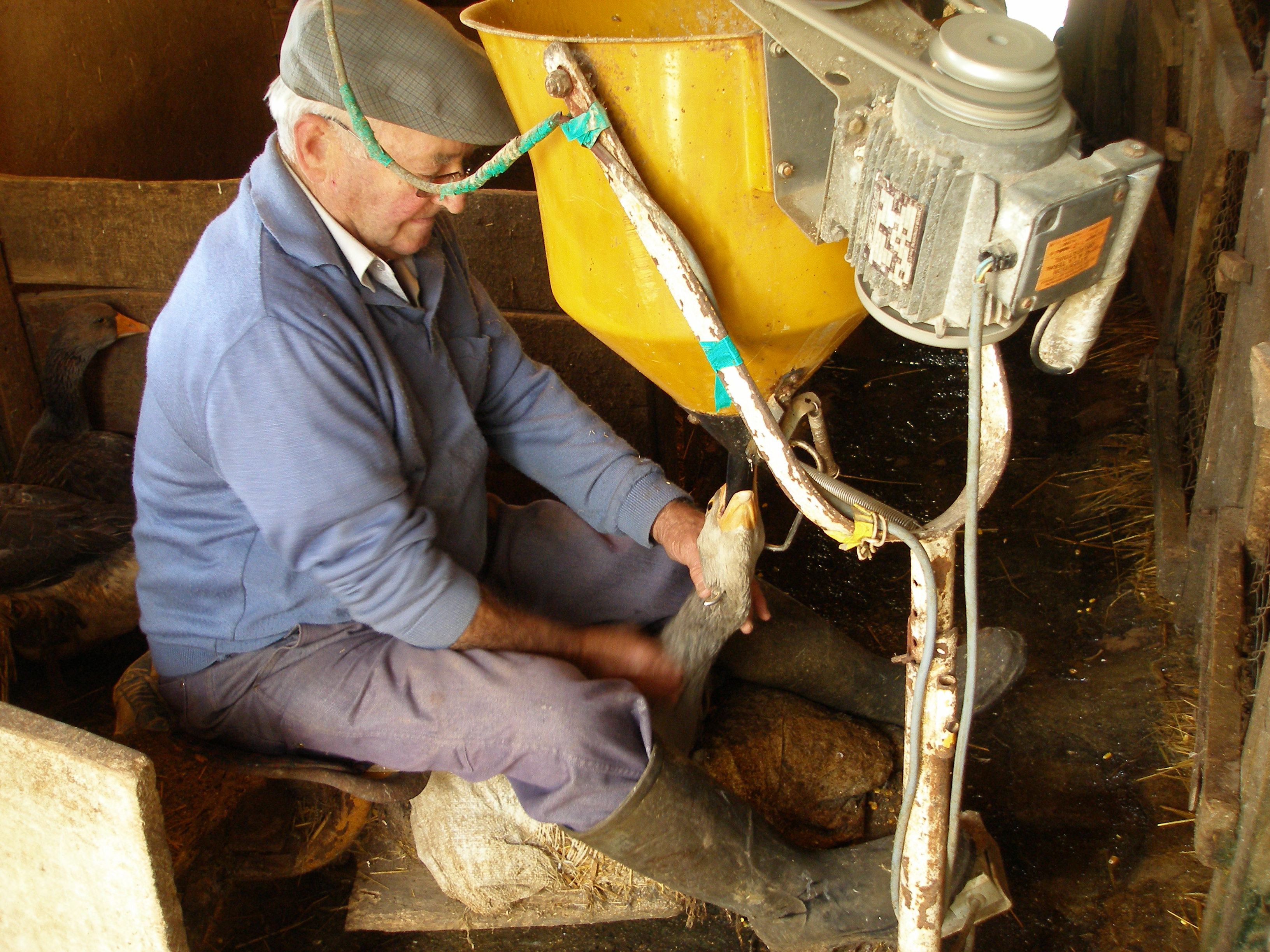
Técnica de embuchado entubando al animal.

En esta fase a los animales se les restringe la libertad, de esta forma algunos pasan a ser enjaulados individual o colectivamente de un metro cuadrado (con un máximo de cuatro patos), o en miniparques. En todo caso, es importante la ventilación y mantener una temperatura constante de 20 °C. El pato es alimentado dos veces al día[cita requerida], y las ocas tres, con tomas que empiezan las primeras semanas con una cantidad de 300 g y terminan las últimas semanas con 500. Cada una de estas tomas dura, al principio, 3 segundos y los últimos días unos 6. El ave puede recibir maíz entero un poco cocido con agua y grasa para facilitar el tránsito o una papilla compuesta de cereales por un tubo de 20 o 30 centímetros que se introduce por su garganta hasta el buche (el pato con posterioridad pasa la comida a la molleja y de ahí al aparato digestivo). En tres días el hígado pasa de 100 a 240 g y de 3 a 9 días, pesa 370 g. Al final de esta etapa el hígado pesa 600 g y el pato aumenta 1,5 kg de peso.

### Sacrificio
Si el pato sufre cualquier tipo de situación estresante en el momento de ser sacrificado las consecuencias pueden ser nefastas para el resultado final del foie. A pesar de ello, el pato no es anestesiado antes de ser degollado. Después se desangra vivo y despluma manteniéndolo en reposo 12 horas en la cámara frigorífica. La alimentación forzada provoca que el hígado esté totalmente enfermo y anormal. Al extraer el foie se encuentran muy pocos hígados enfermos que son desechados.
Si tras el embuchado el pato se acoge a una vida normal, lo hace con gran dificultad ya que la sobrealimentación a la que se le somete durante un período de tiempo tan largo muchas veces los deja moribundos. En muchos casos la sobrealimentación lleva a los patos a enfermar y morir. Cuanto mejores son las condiciones de vida del pato durante la cría, mejor es el foie obtenido.

## Controversia

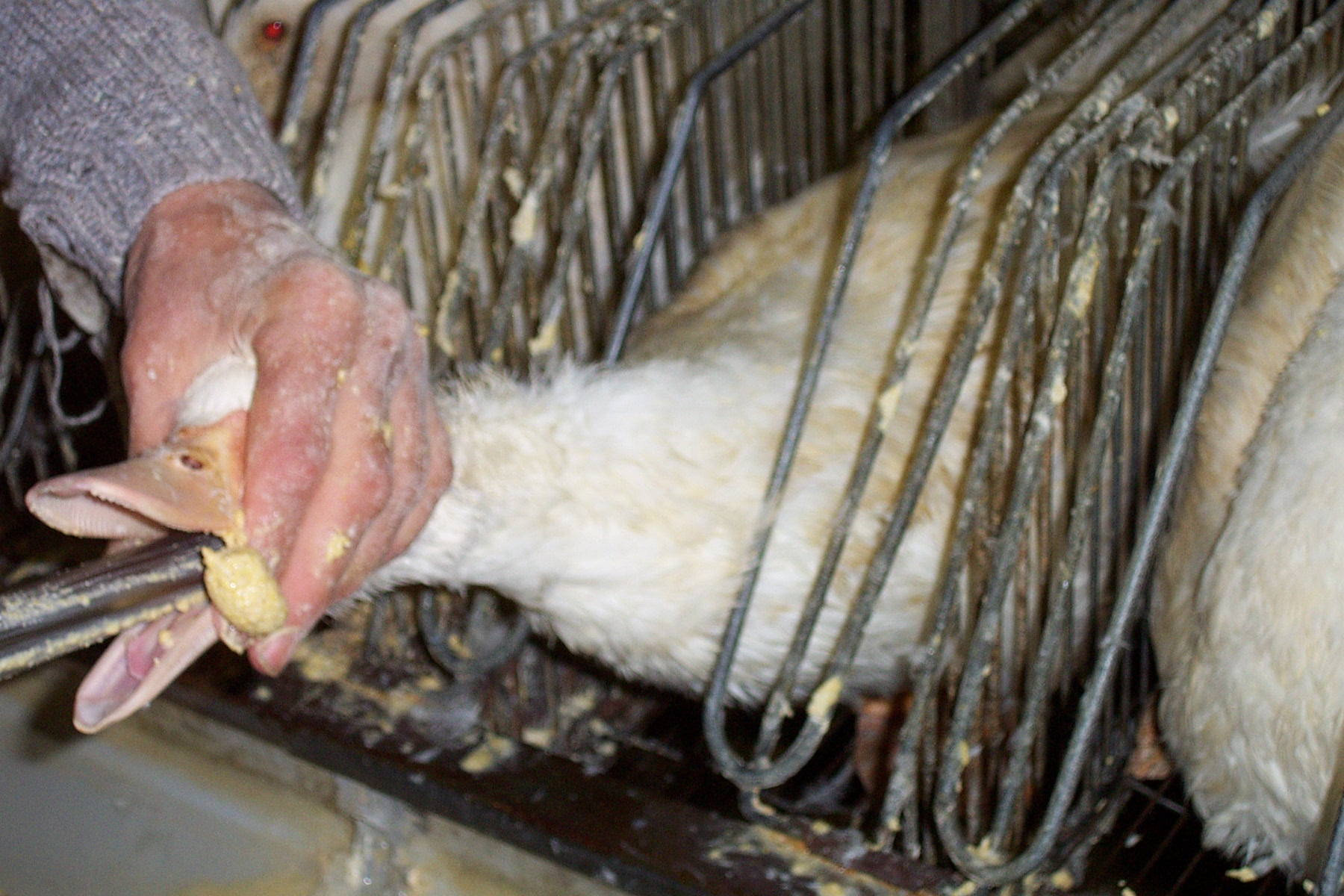
Alimentación forzada o gavage en el proceso de producción del foie gras.

En Europa existe un “Manifiesto por la Prohibición del Gavage” (gavage es un término en francés para alimentación forzada, y también un término médico para alimentar a aquellos que no pueden hacerlo por sí mismos) apoyado por distintas organizaciones y ciudadanos pro-derechos de los animales y ecologistas que afirma que la alimentación forzada de animales es ya ilegal en Francia y en la Unión Europea, de acuerdo con la legislación ya existente:
- «Ningún animal recibirá comida o bebida de una manera (...) que le cause dolor o lesiones innecesarias.» Directiva del Consejo de la Unión Europea 98/58/EC de 20 de julio de 1998.
- «No se autorizarán los métodos de alimentación y los aditivos alimentarios que generen dolor, lesiones o enfermedades a los patos, o los que puedan provocar la aparición de condiciones físicas y psicológicas perjudiciales para su salud y bienestar.» Recomendación Europea sobre los patos utilizados para la producción de foie gras, de 22 de junio de 1999.

Sin embargo, estas leyes dejan un gran espacio para la interpretación.
En un informe emitido el 16 de diciembre de 1998, el Comité Científico de la Unión Europea para la Salud Animal y el Bienestar Animal, sobre los Aspectos relacionados con el Bienestar de Patos y Gansos en la Producción de Foie Gras establece que las tasas de mortalidad de los animales se incrementan en un factor de entre dos y diez durante el periodo de alimentación forzada de dos semanas. También indican que aunque las consecuencias de la alimentación forzada en aves son reversibles, el "nivel de esteatosis debería ser considerado patológico".
Hay que tener en cuenta que los palmípedos tienen en sus gargantas una membrana dura parecida a las uñas humanas, por lo que se considera que se les lastima al momento de introducirles los embudos para sobrealimentarlos.
El foie gras es ilegal en diversos lugares, en tanto que hay legislación en trámite en tal sentido en otros. En agosto de 2003, la Corte Suprema de Israel resolvió que la producción de foie gras constituía un caso de crueldad contra los animales, y declaró la producción ilegal desde marzo de 2005. El 29 de septiembre de 2004, el gobernador de California (Estados Unidos), Arnold Schwarzenegger, firmó una ley que prohibirá la producción y venta de foie gras obtenido de aves alimentadas forzadamente a partir de 2012. La ley, sin embargo, permitiría el foie gras obtenido mediante métodos que no puedan ser considerados como crueles con los animales. Legislación similar está en trámite en el estado de Nueva York. En la actualidad ambos estados son los únicos en Estados Unidos con industrias productoras de foie gras. En 2006, la ciudad de Chicago (Illinois) Estados Unidos, prohibió la venta de foie gras, prohibición revocada, por contraproducente, dos años después.

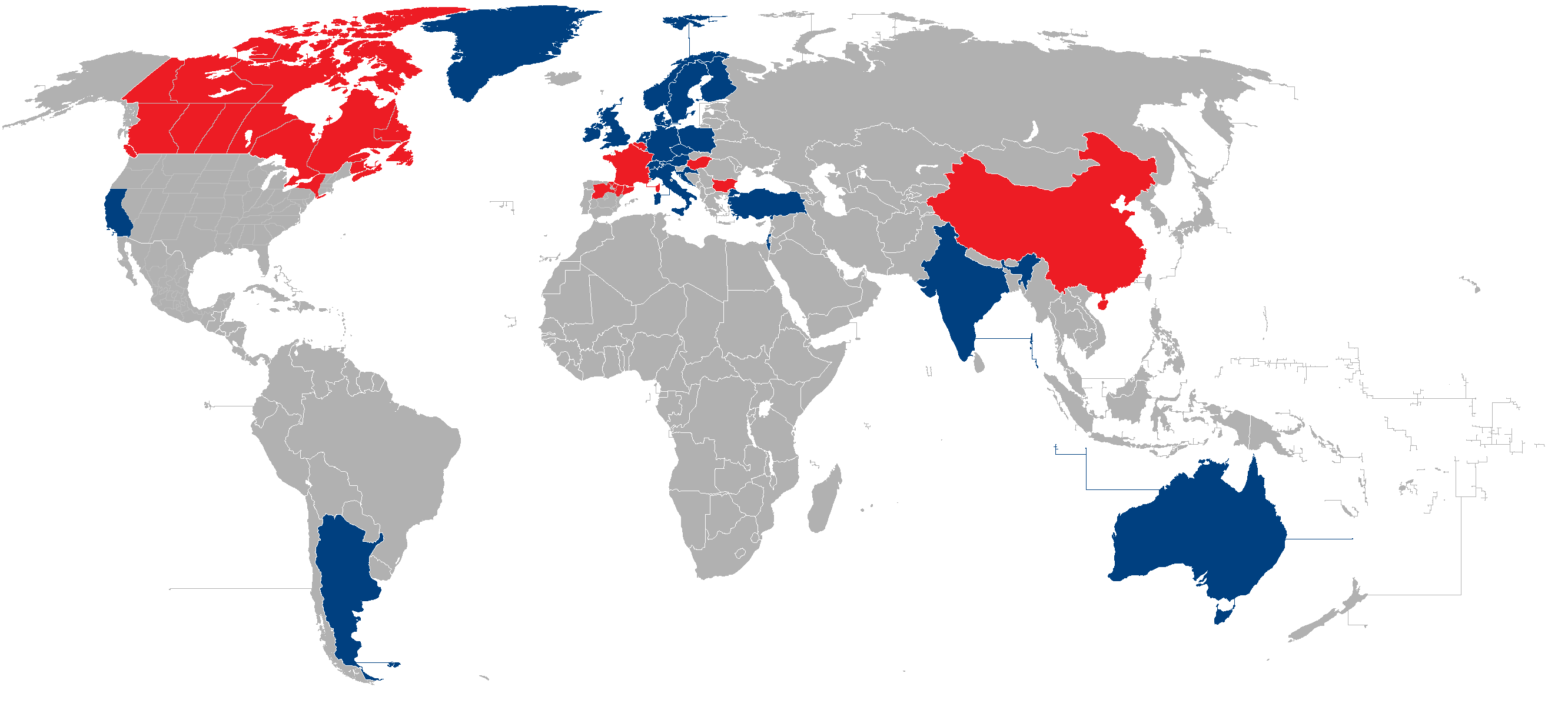
Países y regiones donde está prohibida la producción y elaboración del foie Gras
Principales países y regiones productores de foie Gras

La alimentación forzada está prohibida en:
- Alemania
- Argentina
- Austria (en 6 de las 9 provincias)
- Chequia
- Dinamarca
- Estados Unidos: California (a partir de 2012).
- Finlandia
- Países Bajos
- Irlanda
- Israel (desde 2005)
- Italia
- Luxemburgo
- Noruega
- Polonia (desde 1999; era el quinto mayor productor mundial)
- Reino Unido
- Suecia
- Suiza
- Turquía